# 姆明谷

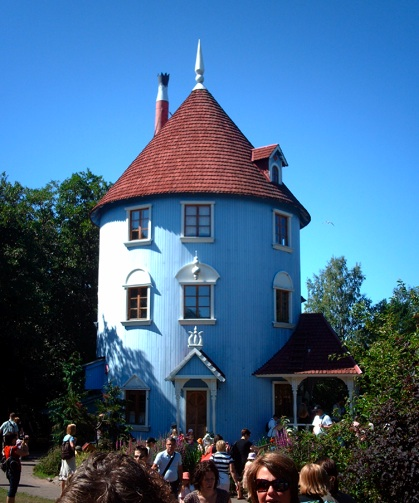
位于芬兰楠塔利市的姆明世界主题公园里的姆明屋

姆明谷（英語：Moominvalley），或译为姆米谷，是芬蘭瑞典族童話小說家朵貝·楊笙（1914-2001）所著童話小說《姆明》系列的一個虛構地方。姆明一族以及其朋友們就是住在那裡。
特別是在早期的《姆明》，姆明谷被描繪成為一個美麗的地方，有綠色的小山坡、河流、果樹、花朵，是傳統牧歌所說的一個寧靜而和平生活的地方，但這漂亮的地方仍然受到火山和洪水等的自然力量的威脅。姆明谷被東面的寂寞山和南面其他的高山包圍，而西邊則面向大海。因此，陸上旅行經常在攀山前進行。這靈感來自瑞典的一個家庭，也是位於面向大海的草地上，被露出地面的岩石包圍。姆明谷也是楊笙的一種逃避主義的表現。楊笙經常幻想於摩洛哥建立殖民地，或搬到巴斯克或東加。
在《姆米爸爸出海去》的故事中，姆明谷被形容為一個乏味的地方。
在芬蘭坦佩雷，姆明博物馆前身的名字也被命名為「姆明谷」。